# Alto Guayaba
El Alto Guayaba es una formación montañosa ubicada en el Municipio Sucre en el extremo norte del estado Portuguesa, Venezuela. A una altitud promedio de 1.205 m s. n. m., el Alto Guayaba es una de las montañas más altas en Portuguesa.

## Ubicación
El Alto Guayaba se ubica en exclusivo punto de montaña del estado Portuguesa al norte del parque nacional Yacambú. Se llega por una carretera que parte de la comunidad de Paraíso de Chabasquen que a ese nivel es la carretera nacional Boconó-Guanare. Por el Oeste se sitúa la ciudad de Biscucuy en un punto donde el Troncal 7 da un giro de montaña al sur y donde el río Chabasquencito fluye en el río Saguas.